# Yumi Suzuki
Yumi Suzuki   (Japó, 1956) és una activista pels drets humans japonesa, coneguda per la demanda judicial que va forçar el seu país a indemnitzar les víctimes de la llei d'esterilització forçosa.
Suzuki va néixer amb paràlisi cerebral. Degut a la Llei de Protecció Eugenèsica —vigent al Japó entre 1948 i 1996—, a 12 anys va ser sotmesa a una histerectomia, una intervenció quirúrgica per a castrar les dones mitjançant l'extracció de l'úter. L'any 2019, Suzuki i altres famílies japoneses van interposar una demanda conjunta contra l'Estat, exigint una reparació econòmica pels danys físics i emocionals. Després de la sentència favorable en primera instància i dels posteriors recursos; el mes de juliol de 2024, el Tribunal Suprem va declarar la inconstitucionalitat d'aquella llei, obligant el govern a indemnitzar les persones esterilitzades (es calcula que el nombre total va ser de 16.500 japonesos).
Yumi Suzuki va declarar que no havia interposat la demanda pels diners, sinó per fer recordar a la gent el que havia succeït al Japó i per demanar un tracte equitatiu per a les persones amb discapacitat. Per la seva lluita, l'activista va ser reconeguda per la BBC britànica, qui va incloure-la el 2024 en la llista 100 Women, que reconeix les dones més inspiradores i influents de l'any.